# KrolStonE Continental Team
Das KrolStonE Continental Team war ein niederländisches Radsportteam.
Die Mannschaft wurde 2006 gegründet und besaß bis 2009 eine UCI-Lizenz als Continental Team, mit der sie hauptsächlich an Rennen der UCI Europe Tour teilnahm. Manager war Marco Akkermans, der von den Sportlichen Leitern Rudi Nagengast und Allard Engels unterstützt wird. Der Sponsor KrolStonE unterhält eine Buchhaltungskanzlei. Die Mannschaft wird mit Fahrrädern der Marke Isaac ausgestattet.

## Saison 2009

### Zugänge – Abgänge
| Zugänge          | Team 2008               | Abgänge                       | Team 2009                |
| ---------------- | ----------------------- | ----------------------------- | ------------------------ |
| Luc Hagenaars    | P3 Transfer-Batavus     | Lieuwe Westra                 | Vacansoleil              |
| Ger Soepenberg   | P3 Transfer-Batavus     | Rik Kavsek                    | Cycling Team Jo Piels    |
| Paul Sneeboer    | Palmeiras Resort/Tavira | Eric van de Meent             | Trek-Marco Polo          |
| Marcel Beima     | Rabobank Continental    | Martijn Verschoor             | Asito Craft Cycling Team |
| Ivor Bruin       | Van Vliet-EBH Elshof    | Pim Ligthart                  | AVC Aix-en-Provence      |
| Bertjan Lindeman | Neoprofi                | John Schouten                 | Unbekannt                |
|                  |                         | Niels Scheuneman (bis 3. Mai) | Karriereende             |

### Mannschaft
| Name             | Geburtstag         | Nationalität | Team 2010            |
| ---------------- | ------------------ | ------------ | -------------------- |
| Marcel Beima     | 25. Oktober 1983   | Niederlande  |                      |
| Sjoerd Botter    | 26. September 1984 | Niederlande  |                      |
| Ivor Bruin       | 3. November 1980   | Niederlande  |                      |
| Fulco van Gulik  | 1. August 1979     | Niederlande  |                      |
| Luc Hagenaars    | 27. Juli 1987      | Niederlande  | Team Kuota-Indeland  |
| Jasper Lenferink | 2. Dezember 1982   | Niederlande  |                      |
| Bertjan Lindeman | 16. Juni 1989      | Niederlande  | Cyclingteam Jo Piels |
| Jos Pronk        | 13. Januar 1983    | Niederlande  |                      |
| Paul Sneeboer    | 23. September 1980 | Niederlande  |                      |
| Ger Soepenberg   | 1. Mai 1983        | Niederlande  |                      |

## Platzierungen in UCI-Ranglisten
UCI Africa Tour
| Saison | Mannschaftswertung | Fahrerwertung |
| ------ | ------------------ | ------------- |
| 2006   | 9.                 |               |
| 2007   |                    |               |
| 2008   |                    |               |
| 2009   | –                  | –             |

UCI Europe Tour
| Saison | Mannschaftswertung | Fahrerwertung         |
| ------ | ------------------ | --------------------- |
| 2009   | 90.                | Ger Soepenberg (416.) |